# Rodolfo Volk
Rodolfo Volk (czasami nazwisko pisane jako Rodolfo Volchi, ur. 14 stycznia 1906 we Fiume  – zm. 2 października 1983 w Nemi) – piłkarz włoski grający na pozycji napastnika.

## Kariera klubowa
Volk urodził się w mieście Fiume (obecnie Rijeka), leżącym na terenie ówczesnego państwa Austro-Węgier. Po I wojnie światowej miasto przypadło Włochom. Karierę piłkarską rozpoczął w tamtejszym klubie US Fiumana, w barwach którego zadebiutował w Divisione Nazionale, ówczesnej lidze włoskiej. Przebywał w drużynie Fiorentiny, gdzie wystąpił w nieoficjalnym meczu pod nazwiskiem Boltieri (odbywał służbę wojskową i nie mógł występować jako zawodnik). W 1928 roku podpisał kontrakt z AS Roma, nowym zespołem włoskiej ligi. Zadebiutował 6 października w wygranym 3:1 meczu z Alessandrią. W swoim pierwszym sezonie strzelił 24 gole będąc najlepszym strzelcem klubu. 30 listopada 1929 był strzelcem pierwszego gola na nowym stadionie Romy Campo Testaccio (2:1 z Brescią Calcio). Natomiast 8 grudnia tego samego roku zdobył jedynego gola w pierwszych w historii Derby della Capitale (1:0 z S.S. Lazio). W sezonie 1929/1930 strzelił dla Romy 21 bramek, a w sezonie 1930/1931 z 20 golami na koncie został pierwszym królem strzelców pierwszej ligi w barwach Romy. Z Romą wywalczył wówczas wicemistrzostwo Włoch i dotarł do półfinału Pucharu Mitropa. W sezonie 1931/1932 uzyskał 17 trafień (3. miejsce Romy), a w 1932/1933 - 12 (5. pozycja). Dla Romy rozegrał łącznie 157 meczów i strzelił 103 gole, co czyni go trzecim w historii strzelcem klubu.
W 1933 roku Volk odszedł do Pisy Calcio z powodu konfliktu z innymi zawodnikami, Enrique Guaitą i Elvio Banchero. Rok później przeszedł do Triestiny, a w latach 1935–1941 występował w US Fiumana w rozgrywkach Serie C. W 1941 roku wywalczył awans do Serie B, a po roku zakończył karierę w wieku 38 lat.
Po zakończeniu kariery Volk pracował w roli dozorcy w Rzymie. Zmarł w 1983 roku w nędzy w mieście Nemi.

## Kariera reprezentacyjna
Volk w swojej karierze zaliczył 5 występów w reprezentacji Włoch B, w których zdobył 5 bramek.